# Exogone glandulosa
Exogone glandulosa är en ringmaskart som beskrevs av Rioja 1943. Exogone glandulosa ingår i släktet Exogone och familjen Syllidae. Inga underarter finns listade i Catalogue of Life.